# Josip Turkalj
Josip Turkalj (Rakovica, 1924. – Cleveland, 3. srpnja 2007.), hrvatski kipar iz Sjedinjenih Američkih Država, učenik Ivana Meštrovića.
Za kiparstvo se počinje zanimati nakon što je svjedočio otkrivanju spomenika Eugenu Kvaterniku 1931. u Rakovici. U Zagrebu 1941. upisuje Obrtnu školu koju završava 1947. Studira na Likovnoj akademiji u Zagrebu (1948. – 1952.) te Umjetničkoj akademiji u Rimu, gdje na Nacionalnoj studentskoj izložbi osvaja prvu nagradu. Kako se nije htio vratiti u Jugoslaviju utočište pronalazi u Zavodu sv. Jeronima. Ivan Meštrović ponudio mu je mjesto asistenta na Sveučilištu Notre Dame u Indiani, gdje po Meštrovićevoj smrti postaje i profesorom kiparstva (1962. – 1964.). God. 1965. seli se u Cleveland u Ohiou te osniva Odjel za kiparstvo na Akademiji Gilmore i na istoj predaje (1969. – 1989.).
Donitnik je nagrade za najbolju vrtnu skulpturu 1961. na zajedničkoj izložbi američkoga Nacionalnoga umjetničkoga kluba i Nacionalnoga društva kipara te Nagrade »John Gregory« 1965. Predsjednik RH Franjo Tuđman odlikuje ga 1999. Odlikovanjem za promicanje hrvatske kulture.
Bio je djelatnim članom više hrvatskih organizacija u SAD-u. U kulturnomu muzeju Hrvatske bratske zajednice u Pittsburghu postavljena je njegova darovana skulptura »Majka useljenika«, čiji se izvornik nalazi u atriju Hrvatske matice iseljenika u Zagrebu, a drugi odljev na Trgu Republike Hrvatske u Buenos Airesu. Među značajnija djela ubrajaju mu se osamnaestmetarski kip »Mojsije« na brončanoj podlozi u studentskom domu Sveučilišta notre Dame, devetmetarski kip »George Washington« ispred zgrade Okružnoga suda u Buffalu te kipovi »Gospa Mira« i »Gospa Bistrička« u nacionalnom svetištu u Washingtonu. Potretirao je predsjednika Kennedyja i sudjelovao u klesanju Stepinčeva kipa u Zagrebačkoj katedrali.
Sa suprugom Julie imao je šestoricu sinova. Jedan od sinova, Thomas, voditelj je umjetničke galerije Turkaly.